# Frazer (Montana)
Frazer é uma Região censo-designada localizada no Estado americano de Montana, no Condado de Valley.

## Demografia
Segundo o censo americano de 2000, a sua população era de 452 habitantes.

## Geografia
De acordo com o United States Census Bureau tem uma área de
4,4 km², dos quais 4,3 km² cobertos por terra e 0,1 km² cobertos por água.

## Localidades na vizinhança
O diagrama seguinte representa as localidades num raio de 48 km ao redor de Frazer.